# Moustique du métro de Londres
Le moustique du métro de Londres est une forme de moustiques du genre Culex. On le trouve notamment dans les stations du métro de Londres mais il est présent à l'échelle mondiale. Il a été pour la première fois décrit comme une espèce particulière par Pehr Forsskål en 1775  qui le nomme Culex molestus en raison de sa morsure vorace. Il est ensuite renommé Culex pipiens f. molestus, n'ayant pas de différence morphologique avec Culex pipiens mais il est un exemple de spéciation péripatrique en cours montrant que l'homme est facteur d’évolution de la biodiversité, dans la mesure où il provoque la disparition d'espèces, mais aussi l'apparition de nouvelles. C. p. f. molestus est notamment connu pour ses attaques sur les populations londoniennes réfugiées dans les sous-sols de la ville pendant le Blitz. 

## Description
Ce moustique, bien qu'originellement découvert en Égypte à la fin du XVIIIe siècle, est présent dans de nombreux réseaux de métro à travers le monde. Il pourrait avoir évolué à partir de l'espèce Culex pipiens à la fin du XXe siècle, bien que des recherches plus récentes suggèrent qu'il s'agirait d'une variété méridionale du moustique apparentée à Culex pipiens, qui se serait adapté aux milieux chauds des espaces souterrains des métros des villes du Nord; cette dernière hypothèse est encore renforcée par des travaux menés en 2025.
Ce moustique est reconnu comme une espèce distincte de Culex pipiens depuis les recherches de Kate Byrne et Richard Nichols. Les deux espèces ont des comportements très différents, il leur est extrêmement difficile de s'accoupler entre elles, et disposent de fréquences d'allèles différentes compatibles avec une dérive génétique au cours d'un événement fondateur. Plus spécifiquement, C. p. f. molestus se reproduit tout au long de l'année, est intolérant au froid et pique à la fois les rats, les souris et les humains, à l'inverse des espèces en surface, qui sont tolérantes au froid, hibernent en hiver, et ne piquent que les oiseaux. Lorsque les deux variétés ont été hybridées, leurs œufs étaient stériles, ce qui suggère un isolement reproductif,.
Cependant, dans leur étude de 2020, Yruchenko et al. note : « Étant donné que Cx. p. pipiens a une forte propension à se nourrir d'oiseaux, tandis que Cx. p. molestus pique facilement l'homme et d'autres mammifères, les hybrides entre les deux formes peuvent agir comme un vecteur pont entre les réservoirs d'oiseaux et les hôtes mammifères sensibles. Ainsi, la compréhension des capacités de Cx. p. pipiens et Cx. p. molestus à produire une progéniture viable dans les populations naturelles est d'une importance médicale. »

## Hérédité
Les données génétiques indiquent que toutes les populations de la forme molestus du métro de Londres semblent avoir une ascendance commune, et non pas que chaque population propre à une station ait évolué indépendamment à partir des populations en surface. L'hypothèse de travail de Byrne et Nichols était que l'adaptation à l'environnement souterrain s'était produite localement une seule fois à Londres : de nombreux obstacles doivent être surmontés afin de s'adapter à l'environnement souterrain, d'où une adaptation logiquement rare. Cette hypothèse implique que l'adaptation locale se serait également produite localement dans des endroits différents à travers l'Europe et au-delà, chaque population locale provenant d'une branche ayant surmonté les problèmes de la vie souterraine.
Cependant, plus récemment, un article de Fonseca utilisant des éléments de preuve génétiques suggère qu'une seule forme de C. p. molestus se serait propagée à travers l'Europe et au-delà, puisque des populations sur une large surface partagent un patrimoine génétique. Ces populations très éloignées se distinguent par des différences génétiques mineures, qui suggèrent que la forme s'est développée récemment ; une seule différence dans l'ADN mitochondrial est partagée entre les populations des métros de dix villes russes, et une seule différence dans une séquence d'ADN microsatellite intervient parmi des populations occupant l'Europe, le Japon, l'Australie, le Moyen-Orient et les îles de l'Atlantique. Cette diffusion à l'échelle mondiale pourrait avoir eu lieu après la dernière glaciation ou être encore plus récente, en raison de la propagation des insectes par les itinéraires d'échanges commerciaux mondiaux. Une possibilité est la vente des pneus d'occasion, ceux-ci pouvant retenir l'eau dans laquelle les larves sont capables de survivre.
La persistance d'hybrides dans les climats du Nord semble poser un autre problème évolutionnaire, qui peut être résolu dans de rares cas. L'article de Fonseca fournit la preuve génétique que la récente colonisation de l'Amérique par les moustiques Culex implique en réalité une souche dérivée de l'une des rares hybridations réussies entre Culex pipiens et Culex pipiens f. molestus. Il suggère que l'hybridation peut expliquer pourquoi la forme américaine peut piquer à la fois les oiseaux et les humains (mais cette explication est controversée, voir la lettre de Spielman et al. et la réponse qui suit dans Science). Les conséquences de cette alimentation indifférenciée ont été médiatisées en 1999 avec l'épidémie d'encéphalite humaine à New York, causée par la fièvre du Nil occidental. Il s'agit du premier cas documenté d'apparition de cette maladie dans l'hémisphère occidental ; peut-être parce que dans les populations déjà établies, le C. pipiens présent en surface pique presque exclusivement les oiseaux, alors que ceux qui piquent les humains ne sont présents qu'en milieu souterrain.

## Distribution
Culex pipiens f. molestus a été observé en Amérique du Nord et du Sud, en Europe, en Asie, en Afrique et en Océanie. On le pense originaire d'Égypte. Il s'est probablement propagé par l'intermédiaire des voies commerciales coloniales au cours des derniers siècles.
Lors de l'été 2011, une invasion de Culex pipiens f. molestus a eu lieu dans l'Upper West Side, dans le borough de Manhattan, à New York. Le moustique est bien connu pour être généralement trouvé dans les égouts de New York et prospérer toute l'année en se nourrissant de sang humain. Les résidents des brownstones les plus anciens ont trouvé les moustiques provenant du métro dans les sous-sols, puis à travers les bouches d'air et d'autres ouvertures dans leurs habitations. Le gouvernement de la ville n'a pas fait de cette infestation une priorité, car les moustiques n'étaient pas porteurs du virus du Nil occidental et en raison du coût élevé de la lutte contre ces insectes.
En Australie, la présence de Culex pipiens f. molestus a été notée pour la première fois dans les années 1940. Il s'est depuis répandu à travers tous les états du Sud, provoquant d'importantes nuisances liées à ses morsures dans les zones urbaines. Contrairement à la plupart des moustiques urbains australiens, Molestus est actif toute l'année. Son introduction a probablement eu lieu lors des mouvements militaires dans Melbourne pendant la Seconde guerre mondiale, et les études génétiques indiquent que le passage le plus probable est celui de l'Est, depuis l'Asie et le Japon Il a également été identifié comme un vecteur potentiel pour plusieurs maladies australiennes transmissibles par le sang comme le virus de la Rivière Ross.
Dans le nord de l'Eurasie, les populations de surface et les populations souterraines de Culex pipiens ont une physiologie et des comportements distincts (C. p. pipiens et C. p. molestus), et sont isolés au plan reproductif. Plus on va vers le sud, plus les différences s'estompent. Au Maghreb les deux populations échangent des gènes et l'on trouve une forme intermédiaire.